# Comuna Iasenivka, Rojîșce
Iasenivka (în ucraineană Ясенівка) este o comună în raionul Rojîșce, regiunea Volînia, Ucraina, formată din satele Iasenivka (reședința) și Vitonij.

## Demografie
Componența lingvistică a satului Iasenivka
     Ucraineană (99,54%)
     Alte limbi (0,35%)
Conform recensământului din 2001, majoritatea populației satului Iasenivka era vorbitoare de ucraineană (99,54%), existând în minoritate și vorbitori de alte limbi.